# Seno Gumira Ajidarma
Seno Gumira Ajidarma (Boston, 19 de Junho de 1958) é um escritor da literatura indonésia contemporânea. 
O autor, quando jornalista na revista Jakarta Jakarta, e quando os militares indonésios assassinaram muitos jovens no Massacre de Santa Cruz em 12 de Novembro de 1991 ele teve a coragem de escrever nesta revista sobre o que aconteceu. O resultado foi ser convocado pelos chefes e interrogado, e depois retirado das funções que exercia. Isto levou-o a começar a escrever uma série de pequenas histórias que foi publicando em jornais indonésios a fim de dar a conhecer a realidade de Timor-Leste. Mais tarde reuniu estes contos num livro que uma pequena editora chamada Bentang Budaya publicou, com o título Saksi Mata. Esta editora procurava então dar voz a escritores que tinham uma atitude crítica em relação ao regime da Orde Baru (Ordem Nova) de Suharto. Esse livro já teve duas edições e quatro tiragens na Indonésia.
Seno faz parte de uma geração nova na literatura indonésia, junto com autores como Afrizal Malna, Nirwan Dewanto, Danarto, Y.B. Mangunwijaya, Toeti Heraty e Ayu Utami, que procuram trilhar caminhos novos na escrita. Ele publicou já muitos livros, entre os quais se contam Atas Nama Malam, Wisanggeni – Sang Buronan, Sepotong Senja untuk Pacarku, Biola tak berdawai e Negeri Senja. Há duas outras obras de que ele foi autor que têm Timor como assunto: uma intitula-se Ketika jurnalisme dibungkan, sastra harus bicara, e é um conjunto de ensaios sobre a falta de liberdade de imprensa na Indonésia, outra chama-se Jazz, Parfun, dan Insiden e é uma novela algo experimentalista que também fala sobre o Massacre de Santa Cruz.